# Azorubin
Azorubin là một loại thuốc nhuộm azo bao gồm hai nhóm naphthalen. Đây là một chất rắn màu đỏ, chủ yếu được sử dụng trong thực phẩm được xử lý nhiệt sau khi lên men. Nó có số E là E122.

## Sử dụng
Tại Hoa Kỳ, màu này được liệt kê vào năm 1939 là FD&C Red số 10 để sử dụng trong các loại thuốc và mỹ phẩm bôi bên ngoài. Nó đã bị hủy niêm yết vào năm 1963 vì không có bên nào quan tâm đến việc hỗ trợ các nghiên cứu cần thiết để thiết lập sự an toàn. Azorubin không được sử dụng trong thực phẩm ở Mỹ.
Ở Liên minh châu Âu, azorubin được gọi là số E là E122, và được phép sử dụng trong một số loại thực phẩm và đồ uống, chẳng hạn như pho mát, trái cây sấy khô và một số đồ uống có cồn, và được phép sử dụng làm tá dược trong thuốc. Không có quy định nào cho azorubin trong tiêu chuẩn Codex.

## An toàn
Azorubin không cho thấy có bằng chứng về đặc tính gây đột biến hoặc gây ung thư và mức tiêu thụ hàng ngày có thể chấp nhận được (ADI) là 0–4 mg/kg được WHO thiết lập vào năm 1983. Trong một số trường hợp hiếm hoi, azorubin có thể gây ra các phản ứng dị ứng trên da và đường hô hấp ngay cả với liều lượng đã được FDA chấp thuận.
Không có bằng chứng nào ủng hộ những tuyên bố rộng rãi rằng màu thực phẩm gây ra chứng không dung nạp thực phẩm và hành vi giống ADHD ở trẻ em. Có thể màu thực phẩm nhất định có thể hoạt động như một yếu tố kích thích ở những người có khuynh hướng di truyền, nhưng bằng chứng còn ít.